# Oophaga solanensis
Espèce
Oophaga solanensis est une espèce d'amphibiens de la famille des Dendrobatidae endémique de la Colombie.

## Systématique
Le nom valide complet (avec auteur) de ce taxon est Oophaga solanensis Posso-Terranova & Andrés, 2018,.

## Étymologie
Son épithète spécifique, composée de solan[o] et du suffixe latin -ensis, « qui vit dans, qui habite », lui a été donnée en référence au lieu de sa découverte, Bahía Solano dans le département de Chocó, en Colombie.

## Publication originale
- (en) Andrés Posso-Terranova et Jose Andrés, « Multivariate species boundaries and conservation of harlequin poison frogs », Molecular Ecology, Wiley-Blackwell, vol. 27, no 17,‎ 21 août 2018, p. 3432-3451 (ISSN 0962-1083 et 1365-294X, OCLC 39265322, PMID 30033565, DOI 10.1111/MEC.14803).